# Embalse de Robledo de Chavela
Aunque dentro del término de Robledo de Chavela, no hubo ningún embalse, existió uno que llevaba su nombre, el embalse de Robledo de Chavela, ya que el mismo se construyó para abastecer de agua al término, y posteriormente para la regulación del río Cofio, que es el principal curso de agua que pasa por dicho municipio, si bien dicho embalse fue demolido en 2014.
El embalse tenía una capacidad de 0,2 hm³ y se encontraba ubicado entre los términos municipales de Valdemaqueda y Santa María de la Alameda.
Destacan también, que, en las zonas aledañas al mismo, se encontraban las antiguas explotaciones mineras de granito, desde donde salió parte de la piedra que se utilizaría en la construcción del Monasterio de San Lorenzo de El Escorial.